# Nationaal park Lauhanvuori
Nationaal park Lauhanvuori (Fins: Lauhanvuoren kansallispuisto/ Zweeds: Lauhanvuori nationalpark) is een nationaal park in Varsinais-Suomi in Finland. Het park werd opgericht in 1982 en is 53 vierkante kilometer groot. Het landschap bestaat uit moeras, veen en dennenbos waarin auerhoen, kraanvogel en moerassneeuwhoen leven. In het laagveen bloeit blauwe knoop en blauwe zegge.